# ロベルト・イル・グイスカルド
ロベルト・イル・グイスカルド・ダルタヴィッラ（伊：Roberto il Guiscardo d'Altavilla, 1015年 - 1085年7月17日）は、ノルマン人の傭兵で、後に中世シチリア王国（オートヴィル朝）を建てたオートヴィル家の首領。兄ウンフレードの死後、プーリア・カラブリア伯（1057年 - 1059年）、後にプーリア・カラブリア公（1059年 - 1085年）。フランス語名でロベール・ギスカール（Robert Guiscard de Hauteville）とも呼ばれる。当時の共通語であるラテン語ではロベルトゥス・グイスカルドゥス（Robertus Guiscardus）。
イル・グイスカルドとは「狡猾な人」を意味する呼び名である。

## 生涯

### 南イタリア攻略
ノルマン人のタンクレード・ド・オートヴィルの六男として生まれる。オートヴィル一族は当初傭兵などをやっていたが、やがて南イタリアのアラブ領や東ローマ帝国領を攻略するようになり、ロベルトの兄達は1042年にイタリアのプーリア伯になった。ロベルトは、1047年にノルマンディーを出てイタリアのロンバルディアに向かった。その時は5人の騎士と30人の従者を連れただけで、しばらく山賊のようなことをやっていたが、やがて1057年、兄の後を継いでプーリア伯となり、弟のルッジェーロ達と共にカラブリア、シチリア等の諸都市を征服していった。

ロベルトのバルカン遠征中のノルマン人による征服：カプア公国、プーリア・カラブリア公およびシチリア伯国がノルマン人国家。シチリア首長国、ナポリ公国およびアブルッツォ（スポレート公国南部）は征服されていなかった。

ローマ教皇ニコラウス2世は、神聖ローマ皇帝との争いに備えて、これらのノルマン騎士を手懐けるため、1059年にロベルトをプーリア、カラブリア、シチリアに正式に封じた。但し、いまだこの地方はサラセン人や東ローマ皇帝領が点在していた。その後、1068年にアフリカのジリア朝から送られた軍隊を打ち負かし、1076年までに弟と共にシチリアと南イタリアの多くを征服した。たとえば、当時アラブ人に支配されていたメッシーナを攻略中に、当時拠点にしていたメルフィが1061年1月に東ローマ帝国のコンスタンティウス10世の軍に囲まれた。ロベルトは全軍を戻して再奪取に当たり、カラブリアの平定に成功した。1072年にロベルトはシチリアをルッジェーロに譲り、自身はプーリアとカラブリアを支配した。

### ローマ人との戦い
1081年に東ローマ帝国征服を目指し、東ローマ皇帝アレクシオス1世の軍を破り、コルフとアルバニアを占領したが、叙任権問題のこじれにより神聖ローマ皇帝ハインリヒ4世にサンタンジェロ城を包囲されたローマ教皇グレゴリウス7世の救出に呼び戻された。ロベルトの接近によりハインリヒ4世は撤退したが、後を追い、1084年5月にローマに入城し略奪を行った。この間に、ギリシアを占領していた息子のボエモンが占領地を失ったため、再び東ローマ遠征を行ったが、1085年7月17日に熱病で亡くなった。

## 家系

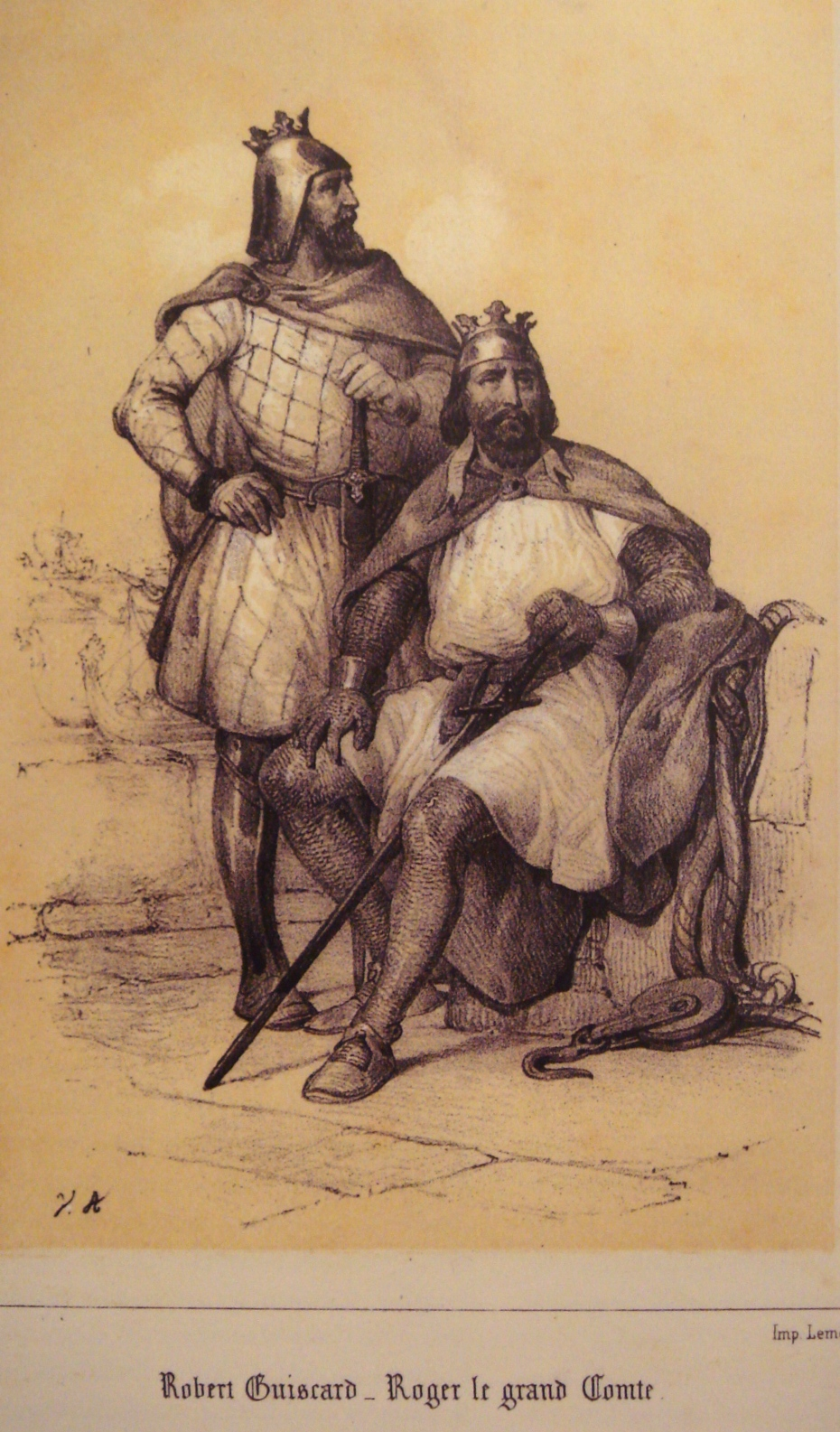
ロベルトと弟ルッジェーロ

弟にシチリア伯ルッジェーロ1世、甥に初代シチリア王ルッジェーロ2世がいる。結婚は2回で、息子は4人、娘は6人いる。初めはブルゴーニュ伯ルノー1世の娘アルベラダと結婚し、1男1女をもうけた。
- ボエモン（1058年頃 - 1111年） - 第1回十字軍参加、アンティオキア公
- エマ - 善良侯オドンと結婚し、アンティオキア公国摂政タンクレードの母となった。

アルベラダと離別後、サレルノ侯グアイマーリオ4世の娘シケルガイタと結婚し、3男5女をもうけた。
- ルッジェーロ・ボルサ（1060/1年 - 1111年） - プーリア・カラブリア公
- グイド（1061年頃 - 1108年） - アマルフィ公
- ロベルト・スカリオ（1068年頃 - 1110年）
- マファルダ - バルセロナ伯ラモン・バランゲー2世と結婚、子孫はアラゴン王に即位、ペドロ3世はシチリア王にもなった。16世紀にスペイン・神聖ローマ帝国・イタリアの大半を支配したカール5世も子孫である。ラモン・バランゲー2世の死後ナルボンヌ副伯エメリ1世と再婚、エメリ2世を産む。
- マビリア - ギヨーム・ド・グランメニルと結婚
- エリア - メーヌ伯ユーグ5世と結婚（のち離婚）
- シビラ - ルシー伯エブル2世と結婚、娘マビーユはヤッファ伯ユーグ1世・デュ・ピュイゼと結婚[3]
- オリンピア - ヘレナと改名し、東ローマ皇帝ミカエル7世の子コンスタンティノスと婚約するが、ニケフォロス3世により修道院へ入れられた。